# ハツ魚圏駅
鮁魚圏駅（はつぎょけんえき）とは、中華人民共和国遼寧省営口市鮁魚圏区に位置する哈大旅客専用線の駅。

## 歴史
- 2012年12月1日　開業。

## 隣の駅
中華人民共和国鉄道部
哈大旅客専用線
蓋州西駅 - 鮁魚圏駅 - 瓦房店西駅
座標: 北緯40度11分10秒 東経122度05分23秒 / 北緯40.186223度 東経122.089845度